# Konga socken
Konga socken i Skåne ingick i Onsjö härad med en del till omkring 1890 i Norra Åsbo härad, ingår sedan 1971 i Svalövs kommun och motsvarar från 2016 Konga distrikt.
Socknens areal är 41,72 kvadratkilometer varav 41,57 land. År 2000 fanns här 262 invånare. Kyrkbyn Konga med sockenkyrkan Konga kyrka ligger i socknen. 

## Administrativ historik
Socknen har medeltida ursprung. Före omkring 1890 låg en del, Klåveröd, i Norra Åsbo härad och Kristianstads län.
Vid kommunreformen 1862 övergick socknens ansvar för de kyrkliga frågorna till Konga församling och för de borgerliga frågorna bildades Konga landskommun. Landskommunen uppgick 1952 i Röstånga landskommun som upplöstes 1969 då denna del uppgick i Svalövs landskommun som ombildades 1971 till Svalövs kommun. Församlingen uppgick 2006 i Kågeröd-Röstånga församling.
1 januari 2016 inrättades distriktet Konga, med samma omfattning som församlingen hade 1999/2000. 
Socknen har tillhört län, fögderier, tingslag och domsagor enligt vad som beskrivs i artikeln Onsjö härad. De indelta soldaterna tillhörde Norra skånska infanteriregementet, Rönnebergs och Onsjö kompanier och Skånska husarregementet, Kollebergs skvadron, Livkompniet.

## Geografi
Konga socken ligger öster om Helsingborg på Söderåsens sydvästra del med en del av Skäralid. Socknen är i söder en småkuperad odlingsbygd och i norr en kuperad skogsbygd med höjder som i Konga klint når 159 meter över havet.

## Fornlämningar
Ett tiotal boplatser från stenåldern är funna samt en gravhög (Ljusakull) vid Konga gård, där enligt vissa uppgifter legat en runsten.

## Namnet
Namnet skrevs 1390 Kunghe och kommer från kyrkbyn har en oklar tolkning.